# كيرلي ويفر
كيرلي ويفر (بالإنجليزية: Curley Weaver)‏ هو عازف قيثارة أمريكي، ولد في 25 مارس 1906 في كوفينغتون في الولايات المتحدة، وتوفي في 20 سبتمبر 1962 في جورجيا في الولايات المتحدة بسبب قصور كلوي.

## وصلات خارجية
- كيرلي ويفر على موقع ميوزك برينز (الإنجليزية)
- كيرلي ويفر على موقع أول ميوزيك (الإنجليزية)
- كيرلي ويفر على موقع ديسكوغز (الإنجليزية)